# جورج فورناس
جورج فورناس (بالإنجليزية: George W. Furnas)‏ هو عالم نفس أمريكي، ولد في 1954.

## وصلات خارجية
- الموقع الرسمي